# Phì Tây
Phì Tây chữ Hán giản thể:肥西县, âm Hán Việt: Phì Tây huyện) là một huyện thuộc địa cấp thị Hợp Phì, tỉnh An Huy, Cộng hòa Nhân dân Trung Hoa. Huyện Phì Tây có diện tích 2168 km2, dân số 960.000 người. Đến tháng 12 năm 2005, huyện Phì Tây có 12 trấn, 17 hương và được điều chỉnh thành 11 trấn 11 trấn và 5 hương. Năm 2006, thu nhập bình quân của nông dân huyện này là 3800 nhân dân tệ.